# Ceuthmochares
Ceuthmochares es un género de aves cuculiformes de la familia Cuculidae. Agrupa dos especies que habitan en bosques siempre verdes de África subsahariana y, aunque son cuculiformes, no parasitan los nidos de otras especies.

## Especies
Se reconocen dos especies:
- Ceuthmochares aereus (Vieillot, 1817) – malcoha africano occidental;
  - C. a. flavirostris (Swainson, 1837);
  - C. a. aereus (Vieillot, 1817);
- Ceuthmochares australis Sharpe, 1873 malcoha africano oriental.